# 佐久間盛一
佐久間 盛一（さくま せいいち、1891年（明治24年）4月24日 - 1945年（昭和20年）10月10日）は、大日本帝国陸軍軍人。最終階級は陸軍少将。

## 経歴・人物
茨城県出身。1912年（明治45年）陸軍士官学校第24期卒業、陸軍歩兵少尉に任官。
1938年（昭和13年）3月に陸軍歩兵大佐、同年11月に歩兵第3連隊長、1939年（昭和14年）12月に旭川連隊区司令官を経て、1941年（昭和16年）10月に陸軍少将に進み、第36歩兵団長（第1軍、第36師団）に補任され、支那事変に出動する。
大東亜戦争に入ると、1943年（昭和18年）10月に歩兵第66旅団長（北支那方面軍、第63師団）を発令され、北京周辺の警備に任じた。洛陽攻略作戦では、戦車第3師団と共に激戦を制した。
終戦前の1945年（昭和20年）3月に第5独立警備隊司令官に転じ、ついで同年7月に東部軍管区司令部附となり東京に戻るが、終戦直後の同年10月20日に没した。

## 栄典
- 1913年（大正2年）2月20日 - 正八位[4]